# Георги Григоров (политик)
Георги Борисов Григоров е български политик от БКП.

## Биография
Роден е на 5 май 1940 г. в кюстендилското село Габрешевци. От 1961 г. е член на БКП. През 1966 г. завършва Висшия институт по архитектура и строителство в София. След завършването си става секретар на Осми районен комитет, а след това е последователно първи секретар на комитета, секретар на Градския комитет на Комсомола и секретар на ЦК на ДКМС (1971 – 1972). От 1972 г. е заместник-министър на строежите и строителните материали. На следващата година става първи заместник-завеждащ отдел „Строителство, архитектура и транспорт“ при ЦК на БКП. В периода 1974 – 1980 г. е секретар на Градския комитет на БКП в София. Между 1980 и 1984 г. е завеждащ отдел „Организационен“ при ЦК на БКП. От 1984 до 1986 г. е първи секретар на Окръжния комитет на БКП в Кюстендил. През 1986 г. е назначен за председател на асоциация „Строителство и строителна индустрия“. По същото време е член на Градския комитет на БКП в София и на Националния съвет на ОФ. От 1981 до 1990 г. е член на ЦК на БКП.